# Krakken (Sør Rondane)
Der Krakken (norwegisch für Hocker) ist ein felsiger Hügel im ostantarktischen Königin-Maud-Land. Im Gebirge Sør Rondane ragt er 6 km östlich des Bergs Bautaen auf.
Norwegische Kartografen, die den Hügel auch deskriptiv benannten, kartierten ihn 1957 anhand von Luftaufnahmen, die bei der US-amerikanischen Operation Highjump (1946–1947) entstanden.